# بریجستون
بریجستون کورپوریشن (به ژاپنی: 株式会社ブリヂストン) شرکت ژاپنی چندملیتی تولیدکننده تایر و قطعات خودرو است، که در سال ۱۹۳۱ توسط شیجیرو ایشیباشی، در شهر کورومه، استان فوکوئوکا کشور ژاپن تأسیس شد. این کورپوریشن هم‌اکنون بزرگترین تولیدکننده تایر در جهان است.
گروه بریجستون دارای شعبه و کارخانجات تولیدی، در ۲۴ کشور بوده، که محصولات خود را در بیش از ۱۴۱ کشور جهان، عرضه می‌نماید. سهام بریجستون، در بازار بورس توکیو معامله می‌شود.